# Diocesi di Subbar
La diocesi di Subbar (in latino: Dioecesis Subbaritana) è una sede soppressa e sede titolare della Chiesa cattolica.

## Storia
Subbar, nell'odierna Algeria, è un'antica sede episcopale della provincia romana della Mauritania Cesariense.
Unico vescovo conosciuto di questa diocesi africana è Donato, il cui nome appare al 23º posto nella lista dei vescovi della Mauritania Cesariense convocati a Cartagine dal re vandalo Unerico nel 484; Donato, come tutti gli altri vescovi cattolici africani, fu condannato all'esilio.
Dal 1933 Subbar è annoverata tra le sedi vescovili titolari della Chiesa cattolica; dal 6 aprile 2011 il vescovo titolare è Joseph Robert Binzer, già vescovo ausiliare di Cincinnati.

## Cronotassi

### Vescovi residenti
- Donato † (menzionato nel 484)

### Vescovi titolari
- Marcelino Olaechea Loizaga, S.D.B. † (19 novembre 1966 - 11 dicembre 1970 dimesso)
- Arthur Henry Krawczak † (8 febbraio 1973 - 13 gennaio 2000 deceduto)
- Cherubim Dambui † (30 ottobre 2000 - 24 giugno 2010 deceduto)
- Joseph Robert Binzer, dal 6 aprile 2011